# Ringer-Ozeanienmeisterschaften 1992
Bei den Ringer-Ozeanienmeisterschaften 1992, der vierten Austragung der Kontinentalmeisterschaften, wurde ausschließlich im Freistil gerungen. Erfolgreichste Nation war Neuseeland.

## Ergebnisse
| Gewichtsklasse | Gold               | Silber            | Bronze              |
| -------------- | ------------------ | ----------------- | ------------------- |
| bis 48 kg      | Vincent Pangelinan | George Karipidis  | David McBeth        |
| bis 52 kg      | Shane Stannett     | Tony Vincent      | Taka Wakamatso      |
| bis 57 kg      | Ross Tanner        | Gavin Brown       | Cory O’Brien        |
| bis 62 kg      | Musa Ilhan         | Steven Reinsfield | Dan Cumming         |
| bis 68 kg      | Cris Brown         | Reinold Ozoline   | Chris Quinlan       |
| bis 74 kg      | Philip Fox         | Wayne Wrathall    | Aaron Quinlan       |
| bis 82 kg      | John Andrew        | Waylon Muller     | Richard Brydon      |
| bis 90 kg      | Grant Parker       | Bob Renney        | Saili Tupeli        |
| bis 100 kg     | Gavin Avery        | Scott Dodd        | nur zwei Teilnehmer |
| bis 130 kg     | Mick Pikos         | Edward Roberts    | Osema Akapo         |

## Medaillenspiegel
| Platz | Land           | Gold | Silber | Bronze | Gesamt |
| ----- | -------------- | ---- | ------ | ------ | ------ |
| 1.    | Neuseeland     | 5    | 3      | 3      | 11     |
| 2.    | Australien     | 4    | 4      | 4      | 12     |
| 3.    | Guam           | 1    | 1      | 0      | 2      |
| 4.    | Westsamoa      | 0    | 1      | 2      | 3      |
| 5.    | Marshallinseln | 0    | 1      | 0      | 1      |